# 哈里纳维
哈里纳维（Harinavi）是印度西孟加拉邦南24區縣拉杰普尔索纳尔普尔境內的一个社区。 它地處恒河三角洲，平均海拔9（30英尺）。該社區境內有國道、火車站、高中以及医疗机构。